# Павловка (Павловски район)
Павловка (на руски: Павловка) е селище от градски тип в Русия, административен център на Павловски район, Уляновска област. Населението му към 1 януари 2018 година е 5177 души.